# Yumi Kajihara
Yumi Kajihara (Japans: 梶原 悠未) (Wako, 10 april 1997) is een Japanse baan- en wegwielrenster.

## Carrière
Tijdens de Aziatische Spelen van 2018 won Kajihara goud op het omnium. In 2020 won ze wederom goud op het omnium tijdens de Wereldkampioenschappen baanwielrennen in Berlijn. In augustus 2021 won ze zilver op het omnium namens Japan op de Velodroom van Izu tijdens de Olympische Zomerspelen 2020 in Tokio. In 2024 nam ze eveneens deel aan de Olympische Spelen, ditmaal won ze geen medaille.

## Palmares

### Baanwielrennen
| Jaar       | JK                                                              | AK | WK                                                 | Overig                                                              |
| Als junior | Als junior                                                      | Als junior | Als junior                                         | Als junior                                                          |
| ---------- | --------------------------------------------------------------- | --- | -------------------------------------------------- | ------------------------------------------------------------------- |
| 2014       |                                                                 | | puntenkoers                                        |                                                                     |
| 2015       |                                                                 | puntenkoers | puntenkoers · ploegenachtervolging                 |                                                                     |
| Als elite  |                                                                 | |                                                    |                                                                     |
| 2015       | omnium                                                          | |                                                    |                                                                     |
| 2016       | omnium · achtervolging                                          | scratch · ploegenachtervolging · 4e achtervolging                                                                          | 13e ploegenachtervolging                           |                                                                     |
| 2017       | ploegenachtervolging · puntenkoers                              | omnium · puntenkoers · achtervolging · koppelkoers                                                                         | 11e omnium 21e achtervolging                       | WB Milton: · omnium · WB Santiago: · omnium                         |
| 2018       | achtervolging · koppelkoers · teamsprint · puntenkoers · omnium | ploegenachtervolging · omnium · koppelkoers                                                                                | 8e omnium 9e ploegenachtervolging                  | Aziatische Spelen: · omnium · ploegenachtervolging · 4e koppelkoers |
| 2019       | achtervolging · koppelkoers · teamsprint · puntenkoers · omnium | januari 2019 · koppelkoers · omnium · ploegenachtervolging · oktober 2019 · omnium · ploegenachtervolging · 5e koppelkoers | 4e omnium 11e koppelkoers 11e ploegenachtervolging | WB Hongkong: · omnium · WB Cambridge: · omnium                      |
| 2020       |                                                                 | | omnium                                             |                                                                     |
| 2021       |                                                                 | | 13e afvalkoers 14e scratch 15e omnium              | Olympische Spelen: · omnium                                         |
| 2022       | omnium · scratch · achtervolging                                | | 11e scratch 13e omnium 19e afvalkoers              | NC Glasgow: · afvalkoers · omnium                                   |
| 2023       | afvalkoers · koppelkoers · omnium · puntenkoers · scratch       | koppelkoers · omnium · ploegenachtervolging · scratch                                                                      | 8e koppelkoers 8e omnium 11e ploegenachtervolging  | Aziatische Spelen: · omnium · ploegenachtervolging                  |
| 2024       | afvalkoers                                                      | afvalkoers · omnium · ploegenachtervolging                                                                                 |                                                    | Olympische Spelen: 10e ploegenachtervolging 17e omnium              |

### Wegwielrennen
2014
 Japans kampioene op de weg, junioren
 Japans kampioene tijdrijden, junioren
 Aziatisch kampioenschap op de weg, junioren
 Aziatisch kampioenschap tijdrijden, junioren
2015
 Japans kampioene op de weg, junioren
 Japans kampioene tijdrijden, junioren
 Aziatisch kampioene op de weg, junioren
 Aziatisch kampioene tijdrijden, junioren
2016
 Japans kampioenschap tijdrijden, elite
 Japans kampioenschap op de weg, elite
2017
 Aziatisch kampioenschap tijdrijden, elite
 Japans kampioenschap tijdrijden, elite
2018
2e, 4e en 5e etappe Panorama Guizhou International Race
2019
2e etappe The 60th Anniversary "Thai Cycling Association"
Eindklassement The 60th Anniversary "Thai Cycling Association"
2025
 Japans kampioene tijdrijden, elite